# Волгоградський трамвай
Волгоградський трамвай — вид громадського транспорту у Волгограді. Відрізняється тим, що складається з трьох незв'язаних систем і включає в себе метротрам.
Експлуатується МУП «Метроелектротранс».

## Опис системи
Станом на 2015 у Волгограді діє три незв'язані трамвайні мережі — північна, центральна і південна. Північна система складається з лінії швидкісного трамваю і маршруту № 13 звичайного трамвая. Ці дві лінії пов'язані коліями, але розділені в плані організації маршрутної мережі. Раніше в північній системі існував маршрут № 9, який частково використовував трасу швидкісного трамвая, між зупинками (станціями) Тракторний завод (ВгТЗ) і Стадіон «Моноліт», але далі прямував за маршрутом № 13. Рухомий склад лінії швидкісного трамваю базується в депо Північної мережі.
Південна і Центральна системи повністю ізольовані.

## Лінії
Волгоград має 12 трамвайних ліній та дві лінії швидкісного трамвая:
- СТ: ВгТЗ — пл. Чекістів
- СТ-2:Стадіон «Моноліт» (Хлібозавод № 2) — Єльшанка
- 1: Вулиця Мончегорська — Дитячий центр
- 2: Школа № 36 — Дитячий центр
- 3: Взуттєва фабрика — вулиця КІМ
- 4: Взуттєва фабрика — Дитячий центр
- 5: Вулиця Радомська — Жилгородок
- 6: Вулиця КІМ — Школа № 36
- 7: Вулиця КІМ — Жилгородок
- 10: Жилгородок — Дитячий центр
- 11: Каустик — Судноверф
- 12: Жилгородок — Школа № 36
- 13: Вулиця Олександра Матросова — Стадіон «Моноліт» (Хлібозавод № 2)

## Рухомий склад
Діючий рухомий склад.
| Виробник  | Модель                 | Рік (и) випуску | Кіл-сть | Маршрут(и)                              | Примітки                                                                                                 |
| --------- | ---------------------- | --------------- | ------- | --------------------------------------- | --- |
| ČKD       | Tatra T3SU [дводвірна] | 1968—1977       | 131     | 1, 2, 3, 4, 5, 6, 7, 10, 11, 12, 13     | |
| ČKD       | Tatra T3SU             | 1978—1987       | 152     | СТ, 1, 2, 3, 4, 5, 6, 7, 10, 11, 12, 13 | |
| ČKD       | Tatra KT8D5            | 1984            | 1       | СТ2                                     | До 01.12.2011 працював на маршруті ШТ.                                                                   |
| ČKD       | Tatra T6B5SU           | 1987—1989       | 20      | 2, 10, 12                               | До 2003 СМЕ, після 2003 одинаки.                                                                         |
| ВЗСМ      | Tatra T3SU мод. ВЗСМ   | 1996—2001       | 11      | 1, 2, 3, 4, 5, 6, 7, 10, 11             | Всього було модернізовано 12 вагонів, 1 списано                                                          |
| Pragoimex | Tatra T3R.PV           | 2006            | 2       | СТ                                      | До 02.2008 працював на 10 маршруті під 2 трам. депо. Після переданий в 5 депо для роботи на маршруті ШТ. |
| ПТМЗ      | 71-154 (ЛВС-2009)      | 2008—2012       | 10      | СТ2                                     | До 01.12.2011 працювали на маршруті ШТ.                                                                  |
| УВЗ       | 71-407-01              | 2014            | 1       | 2                                       | Проходить випробування.                                                                                  |
| УВЗ       | 71-409-01              | 2015            | 1       | 2                                       | Проходить випробування.                                                                                  |

## Ресурси Інтернету
- Офіційний сайт МУП «Метроелектротранс»
- Схема маршрутів трамваїв Волгограда [Архівовано 4 березня 2016 у Wayback Machine.] (березень 2009 року)
- Розклад руху трамваїв Волгограда [Архівовано 20 листопада 2015 у Wayback Machine.]
- Транспортна система Волгограда - пошук шляхів на міському транспорті
- Маршрути трамваю у Волгограді
- Волгоградский метротрам 3D — віртуальна модель підземної частини швидкісного трамвая
- Трамвай с манией величия [Архівовано 15 липня 2015 у Wayback Machine.] — сайт о метротраме, долго не обновляется